# John Soane
John Soane (Goring-On-Thames, 10 de septiembre de 1753-Londres, 20 de enero de 1837) fue un arquitecto británico de estilo neoclásico.
Viajó a Italia, concretamente a Roma y a Sicilia, durante los años 1778-1780, lo que ejerció gran influencia en su obra. En 1788 fue nombrado arquitecto conservador del Banco de Inglaterra.
En 1833 dejó el ejercicio activo de la arquitectura y se dedicó a su actividad como coleccionista de arte, en especial de la antigüedad, convirtiendo su propia casa en el Museo Soane.

## Obras más relevantes
- Su obra más destacada fue el Banco de Inglaterra, constituido entre 1792 y 1823.
- Su propia casa en Lincoln's Inn Fields (1811) es muy singular. Actualmente es el Museo Soane.
- Edificio de la pinacoteca Dulwich Picture Gallery (1812).

## Antecedentes y formación
Soane nació en Goring-on-Thames el 10 de septiembre de 1753. Fue el segundo hijo superviviente de John Soan y su esposa Martha. La 'e' fue agregada al apellido por el arquitecto en 1784 en su matrimonio. Su padre era constructor o albañil y murió cuando Soane tenía catorce años en abril de 1768. Fue educado en la cercana Reading en una escuela privada dirigida por William Baker. Después de la muerte de su padre, la familia de Soane se mudó a la cercana Chertsey para vivir con el hermano de Soane, William, 12 años mayor que él. William también era albañil. 
William Soan presentó a su hermano a James Peacock, un topógrafo que trabajó con George Dance the Younger . Soane comenzó su formación como arquitecto a los 15 años de edad con George Dance the Younger y se unió al arquitecto en su casa y oficina en la ciudad de Londres .  Dance fue miembro fundador de la Royal Academy y sin duda animó a Soane a unirse a las escuelas allí el 25 de octubre de 1771, ya que eran libres.  Allí habría asistido a las conferencias de arquitectura impartidas por Thomas Sandby  y a las conferencias sobre perspectiva impartidas por Samuel Wale .
La creciente familia de Dance fue probablemente la razón por la que en 1772 Soane continuó su educación uniéndose a la casa y la oficina de Henry Holland .  Más tarde recordó que fue 'colocado en la oficina de un eminente constructor de una amplia experiencia donde tuve la oportunidad de estudiar el progreso de la construcción en todas sus diferentes variedades, y de adquirir el conocimiento de medir y valorar el trabajo de los artesanos '.  Durante sus estudios en la Royal Academy, recibió la medalla de plata de la Academia el 10 de diciembre de 1772 por un dibujo medido de la fachada de Banqueting House, Whitehall , al que siguió la medalla de oro el 10 de diciembre de 1776 por su diseño. de un puente triunfal. Recibió una beca de viaje en diciembre de 1777 y exhibió en la Royal Academy un diseño para un mausoleo para su amigo y compañero de estudios James King, que se había ahogado en 1776 en un viaje en bote a Greenwich . Soane, un no nadador, iba a estar con la fiesta, pero decidió quedarse en casa y trabajar en el diseño de un Puente Triunfal . En 1777, Soane vivía en su propio alojamiento en Hamilton Street.  En 1778 publicó su primer libro Diseños en Arquitectura .  Buscó el consejo de Sir William Chambers sobre qué estudiar:  "Siempre mira con tus propios ojos ... [debes] descubrir sus verdaderas bellezas, y los secretos por los que son producidas". Utilizando su beca de viaje de £ 60 por año durante tres años,  más un adicional de £ 30 por gastos de viaje por cada tramo del viaje, Soane zarpó en su Grand Tour , su destino final es Roma.